# Chilodes fodiens
Chilodes fodiens är en fjärilsart som beskrevs av Achille Guenée 1852. Chilodes fodiens ingår i släktet Chilodes och familjen nattflyn. Inga underarter finns listade i Catalogue of Life.